# Ауди Q3
Ауди Q3 је компактни кросовер који производи немачка фабрика аутомобила Ауди од 2011. године.

## Историјат

### Прва генерација, тип 8U (2011–2018)
Након Аудија Q7 и Q5, Q3 је трећи аудијев теренац, а позициониран је изнад мањег кросовера Q2 који се појавио 2016. године. Производи се у Шпанији у Сеатовом погону у Марторели и од 2013. године у Кини, у погону FAW-Volkswagen, заједничком предузећу Фолксвагена и кинеске FAW групе. Користи Фолксвагенову PQ35 платформу. Дели компоненте, трансмисију, моторе са голфом шестицом, Аудијем А3 друге генерације и Шкодом јети.
Године 2011, на Euro NCAP тестовима судара, добио је максималних пет звездица за безбедност. Ауди RS Q3 је спортска верзија који је представљен 2013. године на салону аутомобила у Женеви. Редизај је урађен два пута, за 2015. и 2017. годину.
Од погонских јединица, уграђују се бензински мотори од 1.4 TFSI (150 КС), 2.0 TFSI (170, 180, 200, 211 и 220 КС) и 2.5 који користи RS Q3 (310, 340 и 367 КС) и дизел мотори од 2.0 TDI (120, 140, 150, 177 и 184 КС).

### Галерија
- I генерација
- унутрашњост
- I генерација, редизајн
- I генерација, редизајн
- унутрашњост, редизајн

### Друга генерација, тип F3 (2018–)
Возило је представљено 25. јула 2018. и налази се у серијској производњи у Ауди Хунгарија од 28. августа 2018. као модел наследник Q3 8U у Ђеру. Свечана премијера сајма одржана је на Салону аутомобила у Паризу исте године.
24. јула 2019. представљен је Ауди Q3 Sportback, варијанта каросерије са равним кровом. Дошао је на тржиште у јесен 2019. године.
За возило су доступне три линије опреме: Q3, Q3 advanced и Q3 S-line.
Крајем септембра 2019. Ауди је представио RS Q3 и RS Q3 Sportback. Најбољи модели у серији пуштени су у продају крајем 2019. године.

### Галерија
- II генерација
- sportback
- унутрашњост